# Denise Ramsden (cyclisme)
Denise Ramsden, née le 21 novembre 1990 à Hay River, est une coureuse cycliste canadienne.

## Biographie
Championne du Canada sur route en 2012, elle a participé cette année-là aux deux épreuves de cyclisme sur route des Jeux olympiques de Londres.
En 2015, elle rejoint l'équipe Trek Red Truck, basée à Vancouver. Elle remporte cette année-là le Grand Prix cycliste de Gatineau.
Ayant commencé des études de droit à l'université de Colombie-Britannique en 2015, elle quitte cette équipe fin 2016 afin de poursuivre ses études à l'université de Toronto.

## Palmarès
- 2007
  -  Championne du Canada sur route juniors
- 2009
  - 2e du championnat du Canada du contre-la-montre espoirs
  - 2e du championnat du Canada sur route espoirs
- 2010
  - 8e du championnat panaméricain sur route
- 2011
  - 5e du championnat panaméricain contre-la-montre
  - 6e du championnat panaméricain sur route
- 2012
  -  Championne du Canada sur route
  - 6e du championnat panaméricain contre-la-montre
- 2014
  - Grand Prix cycliste de Gatineau
  - 3e étape de la Tucson Bicycle Classic
  - 2e de la Tucson Bicycle Classic
  - 2e du championnat du Canada sur route
- 2015
  - Sea Otter Classic
  - Gastown Grand Prix
  - 2e du championnat du Canada du critérium